# Lom, Oppland
Lom là một đô thị ở hạt Oppland, Na Uy. Nó là một phần của khu vực truyền thống của Gudbrandsdal. Trung tâm hành chính của đô thị này là làng Fossbergom. Đô thị của Lom được thành lập ngày 1 tháng 1 năm 1838 (xem formannskapsdistrikt). Khu vực Skjåk đã được tách từ Lom để trở thành một đô thị của riêng mình vào năm 1866.
Lom nổi tiếng với lịch sử phong phú của nó, còn một các nhà thờ ở cổ ở Na Uy, và nằm ở giữa những ngọn núi cao nhất ở Bắc Âu.